# Cámara de tiempo de vuelo
Una cámara de tiempo de vuelo o TOF (del inglés time-of-flight) es un dispositivo utilizado para estimar distancias de cuerpos calculando el tiempo de vuelo de un haz de luz infrarroja, esto es, el tiempo transcurrido entre la emisión y la recepción del haz.
Estos dispositivos tienen un obturador electrónico incorporado que opera en sincronismo con los pulsos de luz infrarroja. La porción del pulso bloqueada por el obturador depende del tiempo de llegada del pulso y la luz integrada en el sensor depende directamente de la distancia viajada por el pulso. La distancia se puede calcular con la ecuación: z = R (S2 − S1) / 2(S1 + S2) + R / 2 para una cámara ideal. R es el rango, determinado por el tiempo de vuelo del pulso de luz, S1 la cantidad de luz recibida, y S2 la cantidad de luz bloqueada.
Se utiliza, hoy en día, en aparatos de adquisición de imágenes, como escáneres o cámaras. De esta forma, es posible adquirir imágenes y secuencias en 3D. Es una técnica bastante sencilla de aplicar y, por lo tanto, económicamente asequible a la hora de fabricar aparatos de obtención de profundidad de escenarios o cuerpos.

## Sensores 3D

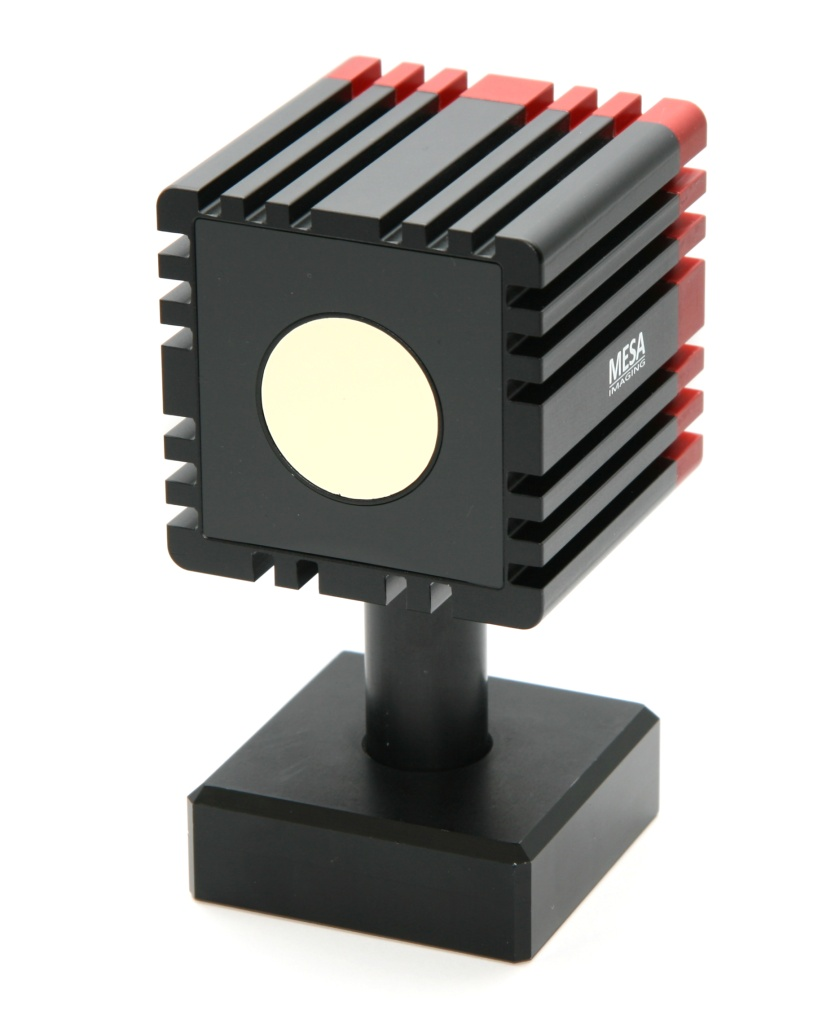
Sensor 3D propiedad de la empresa MESA Imaging.

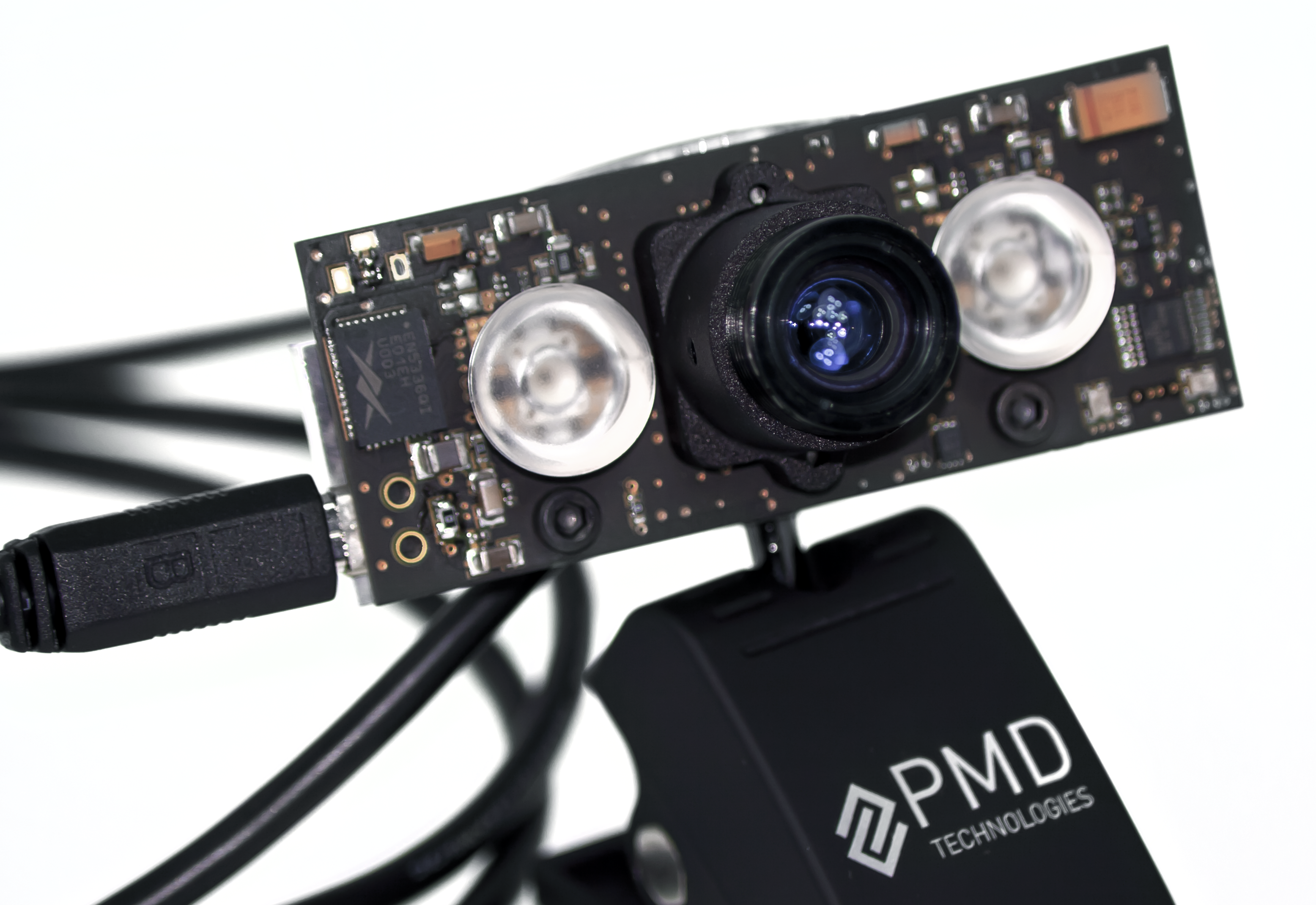
Sensor 3D propiedad de la empresa PMD Technologies GmbH.

Estos sensores llevan incorporados un objetivo y un CCD detrás el cual es capaz de captar la profundidad utilizando TOF en cada píxel de una matriz de 176 × 144. Todos estos píxeles captan individualmente la intensidad, la amplitud y la fase del impulso infrarrojo. Si tenemos los valores intrínsecos de la cámara (distancia focal, distorsiones, etc.) es posible calcular estas coordenadas 3D. De esta forma obtenemos un conjunto de puntos clave formando un mapa de rangos de profundidad Y otro de intensidades para cada píxel de la matriz a 30 Hz con la resolución mencionada.

## Medida de profundidad
Uno de los puntos buenos de esta tecnología es la simplicidad para medir las distancias:

### Básica
Para encontrar la distancia en la cual se encuentra un punto en el espacio aplicando TOF tenemos que obtener el tiempo de ida y retorno del rayo infrarrojo junto con la velocidad de la luz c (300 000 000 m/s):
{\displaystyle D={\frac {\left(c\cdot t\right)}{2}}}
La precisión de TOF por adquisición 3D depende de la precisión con la cual medimos el tiempo (la luz tarda 3.3 picosegundos en recorrer 1 mm).
La escaneo del campo de visión se hace punto a punto con una velocidad de entre 5 000 y 10 000 puntos medidos por segundo, con un tiempo mediano de proceso de unos 45 minutos. Pero con la ventaja que es capaz de realizar medidas hasta 200 metros con un margen de error de 6 mm aproximadamente.

### Cambio de fase
La técnica más utilizada actualmente por casi todas las cámaras con sensor TOF es el cambio de fase. Se analiza la ACF (función de autocorrelación) de la señal eléctrica y óptico utilizando cuatro muestras A1, A2, A3, y A4 desfasadas 90 grados cada una. Se encuentra la fase, sabiendo que es proporcional en la distancia, con la siguiente fórmula:
{\displaystyle \phi =arctan{\frac {\left(A1-A3\right)}{\left(A2-A4\right)}}}
y la distancia D se calcula de esta forma:
{\displaystyle D={\frac {\left(c\cdot \phi \right)}{\left(4\cdot \pi \cdot F_{m}\right)}}}
donde la c es la velocidad de la luz,
la fase calculada anteriormente y Fm la frecuencia con la que ha sido modulada el impulso infrarrojo (20 MHz).
Además, podemos encontrar otros datos importantes con las cuatro muestras cogidas: la amplitud de la señal recibida (a) y el desplazamiento de las muestras (b) que representa el valor de la escala de grises por cada píxel.
{\displaystyle a={\frac {\sqrt {\left(A1-A3\right)^{2}+\left(A2-A4\right)^{2}}}{2}}}
{\displaystyle b={\frac {\left(A1+A2+A3+A4\right)}{4}}}
Con el cambio de fase se consigue escanear más de 100 000 puntos por segundo con una mayor velocidad y exactitud (entre 1 o 2 mm de error).
Si, por ejemplo, el objetivo es capturar un entorno con diferentes habitaciones, paredes o pasillos en cuestión de minutos (aproximadamente 4 minutos), esta tecnología es la más adecuada.

## Cámaras PMD
Cámaras con sensores dispositivos de mezclador fotónico o PMD (photonic mixer devices). Son sensores 3D con tiempo de vuelo adaptados a la cámara que captan, a la vez, la intensidad y la distancia de cada píxel a diferencia de las cámaras convencionales, que solo captan la intensidad.
Estas cámaras trabajan con tecnología CMOS aplicando Phase-shift para la medida de profundidad. El proceso de mezcla de la señal eléctrica y óptico se realiza dentro de cada píxel, formados por dos electrodos de modulación transparentes justo en medio para la luz incidente, y a los lados, dos diodos de lectura conectados directamente al circuito de lectura de los píxeles.
Si la luz incidente es constante y la modulación es una señal rectangular con un ciclo de trabajo del 50 % los portadores de carga, generados dentro del periodo de modulación, se mueven hacia la derecha Y hacia la izquierda por igual. Pero si la luz incidente es modulada con la misma señal que lo del receptor PMD la diferencia de voltajes del dos nodos de salida son directamente dependiente del retraso en fase entre la modulación de la luz Y del píxel. Con este dato podemos obtener la distancia entre el sensor Y el objeto.

### Estructura
Para la adquisición de imágenes 3D no solo nos hace falta un sensor con TOF. El sistema está compuesto por varios componentes que afectan los parámetros finales que definirán la calidad Y la forma de la imagen:
- Chip PMD: la parte más importante de la cámara. Formato por una matriz de píxeles donde el número define la resolución lateral igual que a las cámaras convencionales. Además, son los encargados de proporcionar la información de profundidad con una calidad dependiente de la cantidad de luz recibida, sensibilidad espectral, contraste y zona activa del píxel. Algunos componentes externos como el conversor analógico-digital o la electrónica del controlador de modulación han sido integrados en este chip para simplificar el sistema.
- Periféricos: implementados al módulo de interfaz del PMD. Son importantes para añadir características y mejoras al sistema. Uno de estos, el controlador de modulación, define la frecuencia de modulación y la característica de la señal, muy importante por la estabilidad de la fase Y la exactitud del sistema. Además, se añade un dispositivo lógico programable que aporta señales en fase y puede variar la frecuencia de modulación para evitar ambigüedades de rangos o integración de cámaras PMD con muchos sensores TOF.
- Fuente de iluminación: define el campo de visión con una potencia óptica máxima y la mejor eficiencia óptica. Principalmente, hay dos tipos de fuentes de iluminación: fuentes led o diodos láser. La eficiencia (potencia eléctrica respecto a la óptica) de los ledes es mayor del 30 % y el circuito es bastante sencillo de implementar, puesto que, la forma del impulso se hace dentro del mismo led. Además, el límite de modulación está entre los 20-30 MHz, una modulación de contraste aceptable. Un inconveniente de este tipo de fuente es que parte del área de iluminación no se utiliza para iluminar el campo de visión. Los diodos láser tienen una eficiencia mayor del 50 % y tienen una mayor adaptabilidad con el campo de visión que los ledes. Además, es posible utilizar una frecuencia de modulación mayor de 100 MHz. Los inconvenientes de los láser son la complicidad a la hora de implementar el circuito, se tiene que tener en cuenta otras características para mantener una fase estable Y se tiene que tener especial atención con la salud visual, puesto que, si se aplica una potencia demasiado alta puede afectar a la visión. Hay que mantener una potencia que garantice la máxima calidad Y a la vez no perjudique.
- Óptica: bastante similar a las cámaras convencionales, encargada de crear la imagen de la escena. La única diferencia es que cada píxel capta la profundidad con el uso de tiempo de vuelo después de la parte de iluminación, por lo tanto, los efectos de nublado o las múltiples reflexiones pueden crear errores de distancia. Las cámaras PMD tienen una selección de diferentes objetivos con diferentes distancias focales o diferentes campos de visión. Una buena combinación de óptica del receptor con la iluminación da como resultado un buen diseño y una buena calidad.
- Herramientas de desarrollo: se le proporciona al usuario interfaces digitales sencillas y controles para implementar aplicaciones más específicas.

## Aplicaciones
Hoy en día, con el desarrollo y el éxito de las cámaras 3D, se están creando y aplicando nuevos sistemas para explotar al máximo esta tecnología:

### Sistemas para automóviles
La capacidad de detectar distancias es muy útil en este campo. Existen sensores para detectar objetos próximos en la hora de estacionar; detección para la protección de los peatones y detección de objetos próximos para evitar colisiones. Detectando el entorno, el automóvil es capaz de reconocer el peligro y frenar o incluso modificar su trayectoria. La cámara PMD va incorporada en el retrovisor central, las fuentes de luz a los lados y los detectores de infrarrojos en los faros delanteros, todo conectado a la batería de 12 V. También se añaden sensores delante y detrás para el estacionamiento.

### Robótica
Gracias a esta tecnología se pueden diseñar robots con capacidad de actuar y decidir según el entorno creando un mapa de profundidad de todo el escenario que capta. Si en medio de su camino se encuentra algún obstáculo puede decidir como esquivarlo o incluso reconocer una persona o un objeto e interaccionar con ellos.

### Ocio y entretenimiento
En este sector también se está aprovechando este tipo de cámaras. Con capacidad de captar el movimiento de la persona a través del sensor que envía impulsos infrarrojos para detectar los puntos clave Y reconocer las partes importantes del cuerpo. Con esto es posible crear un personaje ficticio que imite los movimientos que el usuario haga ante el televisor.
Un ejemplo de este sistema es el Kinect de Xbox que está diseñado con esta tecnología.

### Almacenes automáticos
Gracias a la dimensiones que proporciona las cámaras TOF se puede controlar el tamaño de los paquetes y se puede agregar condiciones para el arranque del sistema y así evitar que arranque el almacén automático mientras hay una persona y vehículo en la zona de descarga de los pallets.